# 1555
Il 1555 (MDLV in numeri romani) è un anno  del XVI secolo.

## Eventi
- Compare – grazie all'Historie de la nature des oiseaux di Pierre Belon – la prima omologia dello scheletro dei Vertebrati.
- Michel de Notredame pubblica le famose Centurie.
- Michelangelo comincia la Pietà Rondanini.
- A Venezia si stampa il primo numero della Gazzetta di Venezia: primo giornale italiano.
- 23 maggio – Gian Pietro Carafa viene eletto papa e assume il nome di Paolo IV.
- 12 luglio – Paolo IV Carafa istituisce il primo ghetto ebraico a Roma, dopo la pubblicazione della Bolla Cum nimis absurdum.
- 25 settembre – Pace di Augusta, detta anche Pace di religioni: cuius regio, eius religio.
- Firenze conquista Siena.
- Costruzione del Palazzo Niccolini a Firenze.
- Mosca – Inizia la costruzione della Cattedrale di San Basilio.
- Fondazione della Compagnia della Moscovia.

## Nati

### Gennaio
- 14 gennaio - Alessandro Orologio, musicista e compositore italiano († 1633)
- 15 gennaio - Girolamo Agucchi, cardinale italiano († 1605)
- 25 gennaio - Carlo di Guisa, nobile francese († 1631)
- 26 gennaio - Carlo II di Monaco, sovrano monegasco († 1589)

### Febbraio
- 9 febbraio - Marco Antonio Bonciari, umanista e linguista italiano († 1616)

### Marzo
- 18 marzo - Francesco Ercole di Valois, nobile francese († 1584)

### Aprile
- 21 aprile - Ludovico Carracci, pittore italiano († 1619)

### Maggio
- 4 maggio - Anne Spencer, baronessa Monteagle, nobildonna inglese († 1618)

### Giugno
- 11 giugno - Ludovico Zacconi, compositore e teorico musicale italiano († 1627)
- 13 giugno - Giovanni Antonio Magini, astronomo, astrologo e matematico italiano († 1617)
- 15 giugno - Moderata Fonte, poetessa italiana († 1592)

### Luglio
- 6 luglio - Luigi di Guisa, cardinale e arcivescovo cattolico francese († 1588)
- 16 luglio - Lancelot Andrewes, teologo inglese († 1626)
- 17 luglio - Richard Carew, storico, traduttore e antiquario inglese († 1620)

### Agosto
- 1º agosto - Edward Kelley, alchimista e glottoteta inglese († 1597)

### Settembre
- 23 settembre - Louise de Coligny, principessa († 1620)
- 28 settembre - Enrico de La Tour d'Auvergne, nobile e militare francese († 1623)

### Ottobre
- 6 ottobre - Ferenc I Nádasdy, nobile († 1604)
- 10 ottobre - Francesco Vendramin, cardinale e patriarca cattolico italiano († 1619)
- 12 ottobre - Peregrine Bertie, XIII barone Willoughby de Eresby, generale, diplomatico e nobile inglese († 1601)

### Novembre
- 1º novembre - Orazio Ariosto, letterato italiano († 1593)
- 1º novembre - Renato I Borromeo, nobile e diplomatico italiano († 1608)
- 5 novembre - Vittoria Bentivoglio, soprano italiana († 1587)
- 13 novembre - Massimiliano d'Austria, arcivescovo cattolico spagnolo († 1614)
- 17 novembre - Pedro de Valencia, filosofo, umanista e storico spagnolo († 1620)

### Dicembre
- 4 dicembre - Heinrich Meibom, storico e poeta tedesco († 1625)
- 7 dicembre - Johannes Goddaeus, giurista tedesco († 1632)

### Senza giorno specificato
- Naresuan, militare siamese († 1605)
- Johann Arndt, teologo tedesco († 1621)
- Baldassarre Báthory, nobile rumeno († 1594)
- Rutilio Benincasa, astronomo e astrologo italiano († 1626)
- Bernardino Brozzi, pittore italiano († 1617)
- Antonio Coloma y Saa, militare spagnolo († 1619)
- Mikuláš Dačický di Heslov, scrittore e poeta ceco († 1626)
- Dong Qichang, pittore cinese († 1636)
- Diana Falangola, nobildonna italiana
- Giulio Cesare Gabussi, compositore italiano († 1611)
- Henry Garnet, gesuita britannico († 1606)
- Anne Hathaway,  inglese († 1623)
- Ikoma Kazumasa, militare giapponese († 1610)
- Petrus Kenicius, religioso svedese († 1636)
- Konishi Yukinaga, militare giapponese († 1600)
- Axel Kurck, militare finlandese († 1630)
- Andreas Libavius, medico e chimico tedesco († 1616)
- François de Malherbe, poeta e scrittore francese († 1628)
- Matsudaira Ietada, militare giapponese († 1600)
- Francesco Montemezzano, pittore italiano († 1600)
- Hans Morinck, scultore tedesco († 1616)
- Namioka Akimura, militare giapponese
- Okudaira Nobumasa, militare giapponese († 1615)
- Gaspar Pérez de Villagrá, esploratore spagnolo († 1620)
- Paolo Quagliati, compositore e organista italiano († 1628)
- Cesare Ripa, storico dell'arte e scrittore italiano († 1622)
- Franz Schmidt, boia tedesco († 1634)
- Charles Stuart, conte († 1576)
- Antonio Tempesta, pittore e incisore italiano († 1630)
- Giovan Battista Trotti, pittore italiano († 1619)
- Thomas Watson, poeta inglese († 1592)
- Tomas de Lemos, teologo spagnolo († 1629)
- Luís de Sousa, scrittore portoghese († 1632)
- Diego Álvarez, teologo e arcivescovo cattolico spagnolo († 1632)

## Morti

### Gennaio
- 13 gennaio - Jacobus Sylvius, anatomista e medico francese (n. 1478)

### Febbraio
- 4 febbraio - John Rogers, religioso, traduttore e teologo inglese
- 17 febbraio - Giuliano Bugiardini, pittore italiano (n. 1476)

### Marzo
- 14 marzo - John Russell, I conte di Bedford, politico e nobile inglese (n. 1485)
- 23 marzo - Papa Giulio III, papa, vescovo cattolico e cardinale italiano (n. 1487)

### Aprile
- 4 aprile - Paola Antonia Negri, religiosa italiana (n. 1508)
- 6 aprile - Giovannangelo Arcimboldi, arcivescovo cattolico italiano (n. 1485)
- 12 aprile - Giovanna di Castiglia, regina (n. 1479)
- 18 aprile - Polidoro Virgili, umanista, storico e presbitero italiano (n. 1470)
- 28 aprile - Girolamo Bellarmato, architetto, ingegnere e cartografo italiano (n. 1493)

### Maggio
- 1º maggio - Papa Marcello II, papa, vescovo cattolico e cardinale italiano (n. 1501)
- 8 maggio - Giovanni Battista del Tasso, architetto e scultore italiano
- 10 maggio - Oda Nobutomo, militare giapponese
- 25 maggio - Enrico II di Navarra, re (n. 1503)
- 25 maggio - Gemma Frisio, matematico e cartografo olandese (n. 1508)
- 25 maggio - Jeanne de Pontevès-Cabanes, nobildonna francese
- 26 maggio - Sebastiano Gandolfi, letterato italiano

### Giugno
- 7 giugno - Maarten van Rossum, condottiero olandese
- 10 giugno - Bonaventura Castiglioni, presbitero e storico italiano (n. 1487)
- 10 giugno - Elisabetta di Danimarca, principessa danese (n. 1485)
- 13 giugno - Carlo Gonzaga, condottiero italiano (n. 1523)
- 23 giugno - Pedro Mascarenhas, navigatore, esploratore e diplomatico portoghese (n. 1484)

### Luglio
- 2 luglio - Girolamo dai Libri, pittore e miniatore italiano
- 6 luglio - Antonio Musa Brasavola, medico e botanico italiano (n. 1500)

### Agosto
- 8 agosto - Oronzio Fineo, matematico, cartografo e astrologo francese (n. 1494)
- 24 agosto - Pier Francesco Giambullari, scrittore italiano (n. 1495)

### Settembre
- 8 settembre - Tommaso di Villanova, arcivescovo cattolico e santo spagnolo (n. 1486)
- 23 settembre - Asakura Norikage, militare giapponese (n. 1477)
- 28 settembre - Kara Ahmed Pascià, politico ottomano

### Ottobre
- 5 ottobre - Edward Wotton, medico inglese (n. 1492)
- 9 ottobre - Justus Jonas, teologo e poeta tedesco (n. 1493)
- 10 ottobre - Girolamo Verallo, cardinale e arcivescovo cattolico italiano (n. 1497)
- 16 ottobre - Hugh Latimer, vescovo anglicano britannico (n. 1487)
- 16 ottobre - Nicholas Ridley, religioso e teologo inglese (n. 1500)
- 16 ottobre - Sue Harukata, militare giapponese (n. 1521)
- 26 ottobre - Olimpia Morata, umanista italiana (n. 1526)

### Novembre
- 4 novembre - Agnese d'Assia, nobile tedesca (n. 1527)
- 8 novembre - Gian Giacomo Medici, condottiero italiano (n. 1495)
- 12 novembre - Stephen Gardiner, vescovo cattolico e politico britannico (n. 1483)
- 21 novembre - Georg Agricola, scienziato e mineralogista tedesco (n. 1494)
- 27 novembre - Luigi d'Aviz, principe portoghese (n. 1506)

### Dicembre
- 7 dicembre - Nilo di Stolobnyj, religioso russo
- 24 dicembre - Pietro Francesco Contarini, patriarca cattolico italiano (n. 1502)
- 26 dicembre - Alfonso I Sanvitale, nobile italiano (n. 1530)
- 27 dicembre - Onofrio Bartolini, arcivescovo cattolico italiano (n. 1508)

### Senza giorno specificato
- Colocolo (n. 1490)
- Zainal Abidin Shah di Pahang, sovrano malese
- Shimun VIII, patriarca cattolico iracheno
- Fortunio Affaitati, medico e astrologo italiano (n. 1510)
- Luca di Girolamo degli Albizi, condottiero italiano
- Juan Alonso de Badajoz, esploratore spagnolo
- Giovanni Antonio Amato, pittore italiano (n. 1475)
- Mastro Giorgio Andreoli, artigiano e artista italiano
- Giuliano di Baccio d'Agnolo, architetto e scultore italiano (n. 1491)
- Simone II Baschenis, pittore italiano
- Bartholomäus Bruyn, pittore tedesco (n. 1493)
- Giovan Francesco Caroto, pittore italiano
- Pietro Coppo, geografo e cartografo italiano (n. 1470)
- Giovanni Giacomo Della Porta, scultore e architetto italiano (n. 1485)
- Jean de Dinteville, diplomatico francese (n. 1504)
- Jane Dudley, duchessa di Northumberland, nobildonna inglese
- Marcantonio Epicuro, poeta e commediografo italiano (n. 1472)
- Benedetto Gentile Pevere, doge (n. 1490)
- Petrus Gillius, naturalista e traduttore francese (n. 1490)
- Nicola Giolfino, pittore italiano (n. 1476)
- Gerolamo Giovenone, pittore italiano
- Isabella di Navarra, principessa francese (n. 1513)
- Agostino Landi, ambasciatore e politico italiano
- Giovanni Battista Lodron, condottiero italiano (n. 1480)
- Cristoforo Lombardo, scultore e architetto italiano
- Bisanzio Lupis, storico e poeta italiano (n. 1478)
- Sigismondo II Malatesta, condottiero italiano (n. 1502)
- Jacopo Polverini, funzionario italiano
- Charles de Sainte-Marthe, poeta, umanista e teologo francese (n. 1512)
- Michelangelo Serafini, poeta, letterato e traduttore italiano
- Takeno Jōō,  giapponese (n. 1502)
- Gian Paolo Thanner, pittore italiano
- Alessandro da Terni, condottiero italiano (n. 1508)
- Antonio da Vendri, pittore italiano
- Bartolomeo Veneto, pittore italiano
- Antonio de Aranda, teologo portoghese

## Calendario
| Calendario 1555 | Calendario 1555 | Calendario 1555 | Calendario 1555 | Calendario 1555 | Calendario 1555 | Calendario 1555 | Calendario 1555 | Calendario 1555 | Calendario 1555 | Calendario 1555 | Calendario 1555 | Calendario 1555 | Calendario 1555 | Calendario 1555 | Calendario 1555 | Calendario 1555 | Calendario 1555 | Calendario 1555 | Calendario 1555 | Calendario 1555 | Calendario 1555 | Calendario 1555 | Calendario 1555 | Calendario 1555 | Calendario 1555 | Calendario 1555 | Calendario 1555 | Calendario 1555 | Calendario 1555 | Calendario 1555 | Calendario 1555 | Calendario 1555 |
| --------------- | --------------- | --------------- | --------------- | --------------- | --------------- | --------------- | --------------- | --------------- | --------------- | --------------- | --------------- | --------------- | --------------- | --------------- | --------------- | --------------- | --------------- | --------------- | --------------- | --------------- | --------------- | --------------- | --------------- | --------------- | --------------- | --------------- | --------------- | --------------- | --------------- | --------------- | --------------- | --------------- |
|                 | 1               | 2               | 3               | 4               | 5               | 6               | 7               | 8               | 9               | 10              | 11              | 12              | 13              | 14              | 15              | 16              | 17              | 18              | 19              | 20              | 21              | 22              | 23              | 24              | 25              | 26              | 27              | 28              | 29              | 30              | 31              |                 |
| Gennaio         | Ma              | Me              | Gi              | Ve              | Sa              | Do              | Lu              | Ma              | Me              | Gi              | Ve              | Sa              | Do              | Lu              | Ma              | Me              | Gi              | Ve              | Sa              | Do              | Lu              | Ma              | Me              | Gi              | Ve              | Sa              | Do              | Lu              | Ma              | Me              | Gi              |                 |
| Febbraio        | Ve              | Sa              | Do              | Lu              | Ma              | Me              | Gi              | Ve              | Sa              | Do              | Lu              | Ma              | Me              | Gi              | Ve              | Sa              | Do              | Lu              | Ma              | Me              | Gi              | Ve              | Sa              | Do              | Lu              | Ma              | Me              | Gi              |                 |                 |                 |                 |
| Marzo           | Ve              | Sa              | Do              | Lu              | Ma              | Me              | Gi              | Ve              | Sa              | Do              | Lu              | Ma              | Me              | Gi              | Ve              | Sa              | Do              | Lu              | Ma              | Me              | Gi              | Ve              | Sa              | Do              | Lu              | Ma              | Me              | Gi              | Ve              | Sa              | Do              |                 |
| Aprile          | Lu              | Ma              | Me              | Gi              | Ve              | Sa              | Do              | Lu              | Ma              | Me              | Gi              | Ve              | Sa              | Do              | Lu              | Ma              | Me              | Gi              | Ve              | Sa              | Do              | Lu              | Ma              | Me              | Gi              | Ve              | Sa              | Do              | Lu              | Ma              |                 |                 |
| Maggio          | Me              | Gi              | Ve              | Sa              | Do              | Lu              | Ma              | Me              | Gi              | Ve              | Sa              | Do              | Lu              | Ma              | Me              | Gi              | Ve              | Sa              | Do              | Lu              | Ma              | Me              | Gi              | Ve              | Sa              | Do              | Lu              | Ma              | Me              | Gi              | Ve              |                 |
| Giugno          | Sa              | Do              | Lu              | Ma              | Me              | Gi              | Ve              | Sa              | Do              | Lu              | Ma              | Me              | Gi              | Ve              | Sa              | Do              | Lu              | Ma              | Me              | Gi              | Ve              | Sa              | Do              | Lu              | Ma              | Me              | Gi              | Ve              | Sa              | Do              |                 |                 |
| Luglio          | Lu              | Ma              | Me              | Gi              | Ve              | Sa              | Do              | Lu              | Ma              | Me              | Gi              | Ve              | Sa              | Do              | Lu              | Ma              | Me              | Gi              | Ve              | Sa              | Do              | Lu              | Ma              | Me              | Gi              | Ve              | Sa              | Do              | Lu              | Ma              | Me              |                 |
| Agosto          | Gi              | Ve              | Sa              | Do              | Lu              | Ma              | Me              | Gi              | Ve              | Sa              | Do              | Lu              | Ma              | Me              | Gi              | Ve              | Sa              | Do              | Lu              | Ma              | Me              | Gi              | Ve              | Sa              | Do              | Lu              | Ma              | Me              | Gi              | Ve              | Sa              |                 |
| Settembre       | Do              | Lu              | Ma              | Me              | Gi              | Ve              | Sa              | Do              | Lu              | Ma              | Me              | Gi              | Ve              | Sa              | Do              | Lu              | Ma              | Me              | Gi              | Ve              | Sa              | Do              | Lu              | Ma              | Me              | Gi              | Ve              | Sa              | Do              | Lu              |                 |                 |
| Ottobre         | Ma              | Me              | Gi              | Ve              | Sa              | Do              | Lu              | Ma              | Me              | Gi              | Ve              | Sa              | Do              | Lu              | Ma              | Me              | Gi              | Ve              | Sa              | Do              | Lu              | Ma              | Me              | Gi              | Ve              | Sa              | Do              | Lu              | Ma              | Me              | Gi              |                 |
| Novembre        | Ve              | Sa              | Do              | Lu              | Ma              | Me              | Gi              | Ve              | Sa              | Do              | Lu              | Ma              | Me              | Gi              | Ve              | Sa              | Do              | Lu              | Ma              | Me              | Gi              | Ve              | Sa              | Do              | Lu              | Ma              | Me              | Gi              | Ve              | Sa              |                 |                 |
| Dicembre        | Do              | Lu              | Ma              | Me              | Gi              | Ve              | Sa              | Do              | Lu              | Ma              | Me              | Gi              | Ve              | Sa              | Do              | Lu              | Ma              | Me              | Gi              | Ve              | Sa              | Do              | Lu              | Ma              | Me              | Gi              | Ve              | Sa              | Do              | Lu              | Ma              |                 |